# Cardenales TTR
Cardenales Treinta y Tres Rugby, conocido como Cardenales es un equipo de rugby amateur del departamento de Treinta y Tres, Uruguay, fundado el 1° de marzo de 1996.

## Historia
Fundado en el año 1996 por exjugadores de rugby, principalmente las familias Gonzalez-Ricón y Gruenbergue, fue el primer equipo de rugby del departamento de Treinta y Tres y uno de los primeros del interior de Uruguay.
Contó en sus inicios con el apoyo de Club Champagnat de Rugby, de Montevideo, facilitado por exjugadores de este club que formaban parte del equipo como dirigentes.
Su primera actuación oficial fue en la inauguración de su cancha, en la Sociedad Fomento "Los 33", en un torneo amistoso a tal fin. No se guardan registros de campeonatos jugados hasta la década de 2000, salvo partidos individuales.
En 2010, luego de casi su disolución, retoma las actividades cambiando sus colores a rojo y negro y agregando el nombre "Treinta y Tres Rugby" mostrando así ser el único equipo del Departamento.
En 2015, luego de su segunda casi desaparición, se reagrupa y se oficializa como institución, aliándose con el Club Atlético Lavalleja, patrocinado por el Batallón de Infantería N10 "Treinta y Tres Orientales". Con esta alianza, Cardenales pasa a utilizar el nombre "Cardenales - C.A.L." y los colores rojo, blanco y verde.
En esta instancia, se vuelve a inscribir en la Union de Rugby del Uruguay, con un total de 60 jugadores aproximadamente, entre las categorías mayores y juveniles, en masculino y femenino.
En 2016 se crean los equipos femeninos, integrando 30 mujeres entre 14 y 25 años, jugando su primer encuentro oficial en el Olimar Seven Rugby el 17 de diciembre de ese año. En 2017 Cardenales se presenta en el Campeonato Interior en categoría M17 y es incluido como invitado en el mismo en la categoría Mayores, también en el primer Campeonato Nacional Femenino.
En 2018, luego del retiro de su entrenador y Presidente Pablo Sotelo, el club pasa a la inactividad y se desvincula del C.A. Lavalleja, repartiendo algunos de sus jugadores a clubes cercanos y capitalinos.

## Emblemas e indumentaria
El primer equipo utilizado fue donado por Champagnat Rugby Club, azul y blanco en faja, con short blanco y medias azules.
A finales de 1996 se presenta la nueva indumentaria que marcará el inicio de la primera etapa: camiseta roja, de cuello blanco, short blanco y medias rojas. El logo es estampado en la misma.
En el año 2010 los equipos pasan a ser negros con vivos rojos, tanto en camisetas como en short, con medias negras.
Para el 2017 se toman los colores del Club Lavalleja, cambiándose el blanco por negro por cuestiones prácticas.
Tanto el nombre, símbolo e identidad "Cardenales", fue tomado del el ave Paroaria coronata abundante en los campos de Treinta y Tres, que posee los colores típicos deportivos del Departamento, usados por la Selección Departamental de Fútbol, la Federación Olimareña de Atletismo, entre otras.
Para la primera edición de equipos en 1996, se crea el logo de una cabeza de cardenal de perfil a colores, con el texto "Cardenales" en la parte inferior. En 1997 se simplifica dejando los bordes en blanco con el fondo en rojo y se cambia la fuente del texto.
En 2010, se toma el cardenal entero de perfil, con la mitad superior en rojo y la inferior en negro o blanco según el fondo, con el texto "Treinta y Tres Rugby" en la parte superior y "Cardenales" abajo.
Para los 20 años de fundación se crea el escudo, como forma de homenaje a las generaciones anteriores. Su forma se basa en la conjunción de los escudos de Treinta y Tres, Departamento de origen del Club, (la punta y el sol en el timbre) con el de Champagnat Rugby, (en el jefe o parte superior, con bordura en oro y azur)
De gules, tronchado con barra sable con líneas oro y azur, posee en el cantón diestro del jefe el Cardenal usado desde 2010, y en el cantón siniestro de la punta la representación de una pelota de rugby, símbolo indiscutido del deporte. Con lema Cardenales, nombre icónico del Club.
Luego de la alianza con el Club A. Lavalleja se reforma el escudo, integrando sus colores y el nombre. Conjuntamente se crea el logo, más sencillo y con formato claro utilizado para la indumentaria y el merchindising, dejando el escudo solamente para cuestiones oficiales y ceremoniales.
Al desvincularse del C.A. Lavalleja, vuelve a utilizar el escudo de los 20 años como emblema oficial.